# Georg Dubislav Ludwig von Pirch
Georg Dubislav Ludwig von Pirch (né le 13 décembre 1763 à Magdebourg et mort le 3 avril 1838 à Berlin) est un lieutenant général prussien. Aussi appelé Pirch I pour le distinguer de son frère.

## Biographie

### Origine
Il est issu de la noble famille de soldats poméraniens von Pirch. Son père est le général d'infanterie prussien Otto von Pirch (1733-1813), inspecteur général de Poméranie et gouverneur de Kolberg, sa mère est sa première épouse, Charlotte Friederike, née von Winckelmann (1740-1781). Son frère est le lieutenant général prussien Otto von Pirch (1765-1824).

### Carrière militaire
En 1775, Pirch rejoint le régiment d'infanterie "de Hesse-Cassel" de l'armée prussienne en tant que caporal privé. Là, il devient Portepeefähnrich en 1777 et Fähnrich en 1780. En 1782, Pirch est promu adjudant de bataillon et en 1786 devient sous-lieutenant. Pendant la campagne de Hollande en 1787, Pirch sert comme adjudant général de la tête du régiment, le général von Eckartsberg (de). Il reste dans cette position pendant l'occupation de Liège en 1789/90 sous le commandement du général Martin Ernst von Schlieffen. Après une phase de récupération de trois mois, Pirch devient un adjudant d'inspection à l'inspection d'infanterie de Franconie sous le général von Gravenitz à Bayreuth en 1792 et participe au siège de Mayence en 1793. En 1795, il est promu capitaine d'état-major. En 1797, il est transféré auprès du prince Hohenlohe à Breslau comme premier adjudant de l'inspection d'infanterie de Basse-Silésie. Il est promu major la même année. Pirch participe à la bataille d'Iéna avec le prince en 1806 pendant la guerre de la quatrième coalition. Après cela, lorsque Prenzlau se rend, il devient prisonnier de guerre des français, dont il est libéré en 1808. Il reste étroitement lié à son ancien supérieur, le prince Hohenlohe, dont il souligne à maintes reprises le courage personnel et auquel il reste fidèle même en cas de catastrophe.
Le 20. En mai 1809, il est promu lieutenant-colonel et nommé commandant du 7e régiment de grenadiers. À la fin de mai 1809, Pirch est affecté au lieutenant général von Stutterheim à Berlin, qui mène l'enquête sur l'affaire Schill.
Au début de la campagne de printemps en 1813, Pirch devient colonel aux commandes de la brigade de Haute-Silésie et, peu après, devient général de division. Dans les combats à Lützen et Haynau, il se distingue particulièrement et reçoit les deux classes de la croix de fer. Pendant l'armistice, il est transféré au 2e corps d'armée sous von Kleist. Pirch fait également ses preuves dans les batailles suivantes près de Dresde, Kulm et Leipzig. Dans cette dernière, le 18 octobre, il se place à la tête du 7e régiment de grenadiers, qui mène l'attaque d'infanterie sur Probstheida malgré des tirs de lutte meurtriers. Pour cela, Pirch est récompensé le 24 décembre 1813 par Pour le Mérite avec les feuilles de chêne.
En 1814, Pirch combat sous les ordres du général Blücher. Après la paix de Paris, il reste avec sa brigade à Aix-la-Chapelle et reprend au début de la campagne de 1815 où Borstell le place à la direction du 2e corps d'armée de l'armée de Basse-Rhénanie. Il joue un rôle de premier plan dans les batailles de Ligny et de Waterloo. Après cette bataille, Gneisenau lui confie la mission de relocaliser le général Grouchy, qui se tient à Wavre avec environ 18 000 Français. En raison de l'épuisement de ses troupes, il ne peut accomplir la mission de Gneisenau, la reconnaissance échoue et Grouchy s'échappe.
Pirch donne le commandement du 2e corps d'armée au prince Auguste de Prusse, sous le commandement duquel il assiège et capture les forteresses de Maubeuge et Philippeville. Après la seconde paix de Paris, Pirch est promu lieutenant général et chef de la 1re brigade du Corps d'armée mobile en France. À la fin d'octobre 1815, Pirch reçoit un don de 4 000 thalers de son roi. En outre, l'année suivante, il reçoit l'Ordre de l'Aigle rouge de première classe avec feuilles de chêne. Au printemps 1816, Pirch soumit son démission en raison de problèmes de santé. Le roi Frédéric-Guillaume III refuse et une visite aux thermes d'Aix-la-Chapelle n'apporte aucune amélioration. Ainsi le 21 septembre 1816 sa démission est approuvée avec une pension annuelle de 1500 thalers.
Après son départ, il reçoit l'autorisation de porter l'Ordre du mérite militaire français, la croix de grand officier de la Légion d'honneur et l'Ordre russe de Saint-Georges de 3e classe.
Pirch vit maintenant tranquillement et se retire à Berlin avec ses parents et amis. Il lit beaucoup et s'occupe avec de la musique. Pirch reste mentalement stable dans la vieillesse. Il est enterré à côté de son frère Otto dans le cimetière des Invalides.

## Notation
La performance de Pirch est controversée parmi les contemporains. C'est ainsi que l'adjudant de Blücher, le comte Nostitz, qui a connu Pirch lors de la campagne de 1815, a jugé: « Il est plus apte à comprendre et à exécuter correctement les ordres reçus dans des positions subalternes qu'à répondre de manière indépendante aux exigences du moment en rapport avec le grand ensemble de son propre point de vue dans une position plus élevée.